# Teesside International Airport
Teesside International Airport, tidigare Durham Tees Valley Airport är en flygplats i kommunen Borough of Darlington i Storbritannien. Den ligger i grevskapet Durham och riksdelen England, i den centrala delen av landet, 300 km norr om huvudstaden London. Durham Tees Valley Airport ligger 36 meter över havet. Närmaste större samhälle är Middlesbrough, 14,6 km nordost om 